# Пастка (серіал, 2022)
«Пастка» (тур. Tuzak) — турецький телесеріал 2022 року у жанрі драми, та створений компанією Fabrika Yapım, Acun Medya. В головних ролях — Акін Акінозу, Бенсу Сорал, Талат Булут, Ілайда Чевик.
Перша серія вийшла в ефір 19 жовтня 2022 року.
Серіал має 1 сезон. Завершився 26-м епізодом, який вийшов у ефір 28 квітня 2023 року.
Режисер серіалу — Айтач Чічек.
Сценарист серіалу — Ейлем Канполат, Айшенур Сікі, Алі Йорукоглу.

## Сюжет
У центрі подій дуже шановний та досить заможний бізнесмен. Але одного разу він розуміє, що його бізнес опинився під великою загрозою, і тоді він вирішує вдатися до допомоги професійного адвоката. Бізнесмен наймає Умута, який був не тільки спритним і вульгарним, але й мав великий талант.
Незважаючи на те, що Умут був одним із найкращих адвокатів у Туреччині, життя для нього закінчилося після смерті коханої дружини. Умут звинувачує саме бізнесмена у жахливій пригоді, яка раз і назавжди позбавила його щастя. Він одержимий жагою помсти і тому погодився працювати у великій компанії свого найзаклятішого ворога. Він ставить собі за мету, зруйнувати фірму зсередини і найголовніше має намір зробити так, щоб її власник втратив життя.

## Актори та персонажі
| Актор             | Роль                         |
| ----------------- | ---------------------------- |
| Акін Акінозу      | Умут Йорукоглу / Чинар Їлмаз |
| Бенсу Сорал       | Джерен Гумушай               |
| Талат Булут       | Демір Гумушай                |
| Ілайда Чевик      | Луна                         |
| Риза Коджаоглу    | Гювен Гумушай                |
| Яґіз Джан Коньяли | Мете Гумушай                 |
| Емір Бендерлиоглу | Четін / Махір Йорукоглу      |
| Онур Дурмаз       | Алі                          |
| Наз Гектан        | Айше                         |
| Ейлюль Су Сапан   | Ніл / Умай Йорукоглу         |
| Сервет Пандур     | Мерал                        |

## Сезони
| Сезон | Епізоди | Епізоди | Оригінальний показ | Оригінальний показ | Оригінальний показ |
| Сезон | Епізоди | Епізоди | Перший показ       | Останній показ     | Мережа             |
| ----- | ------- | ------- | ------------------ | ------------------ | ------------------ |
| 1     | 26      | 26      | 19 жовтня 2022     | 28 квітня 2023     | TV8                |

## Рейтинги серій

### Сезон 1 (2022)
| Серія               | Рейтинг (TOTAL) | Рейтинг (AB) | Рейтинг (ABC1) |
| ------------------- | --------------- | ------------ | -------------- |
| 1.                  | 2.47            | 2.80         | 3.10           |
| 2.                  | 2.72            | 3.32         | 3,65           |
| 3.                  | 2.72            | 2,97         | 3.72           |
| 4.                  | 2.39            | 3.18         | 3.35           |
| 5.                  | 2.15            | 2.36         | 3.34           |
| 6.                  | 2.12            | 2.56         | 3.01           |
| 7.                  | 1.73            | 1.73         | 2.07           |
| 8.                  | 1.49            | 1.46         | 1,85           |
| 9.                  | 1.91            | 1.72         | 2.58           |
| 10.                 | 1.87            | 1.92         | 2.44           |
| 11.                 | 1.74            | 1.48         | 1.82           |
| 12.                 | 1,99            | 1,43         | 2,69           |
| 13.                 | 1,63            | 1,56         | 2,04           |
| 14.                 | 1,35            | 1,12         | 1,71           |
| 15.                 | 1,26            | 1,38         | 1,69           |
| 16.                 | 1,23            | 0,51         | 1,29           |
| 17.                 | 0,85            | 0,56         | 1,21           |
| 18.                 | 0,59            | -            | 0,85           |
| 19.                 | 0,68            | 0,50         | 0,67           |
| 20.                 | 0,73            | 0,67         | 0,97           |
| 21.                 | 0,86            | 0,54         | 0,91           |
| 22.                 | 0,78            | 0,41         | 0,71           |
| 23.                 | 0,69            | 0,51         | 0,85           |
| 24.                 | 0,86            | 0,78         | 0,99           |
| 25.                 | 0,51            | -            | 0,55           |
| 26. (фінал серіалу) | 0,80            | 0,57         | 0,91           |